# Pieter Endedijk
Pieter Hendrikus Endedijk (Workum, 3 januari 1954) is een Nederlands predikant, kerkmusicus, schrijver en eindredacteur.

## Levensloop
Endedijk werd geboren als zoon van een gereformeerd predikant. Hij studeerde schoolmuziek, koordirectie en kerkmuziek aan het conservatorium in Arnhem en studeerde vervolgens theologie.
Endedijk ging in 1977 werken in het muziekonderwijs. Hij was tevens werkzaam als kerkmusicus en koordirigent. In 1994 werd hij predikant binnen de Protestantse Kerk Nederland. Hij kreeg zijn eerste aanstelling in Scherpenzeel. In 1998 volgde zijn benoeming in Didam en in 2013 in de Grote Kerk in Almelo. Hij was tussen 2007 en 2013 projectcoördinator en eindredacteur van Liedboek – Zingen en bidden in huis en kerk. In 2014 werd hij eindredacteur van het digitale compendium bij dit liedboek met toelichtingen bij alle liederen: www.liedboekcompendium.nl. Op kerkmuzikaal vlak was hij bestuurder van de Gereformeerde Organistenvereniging en de Interkerkelijke Stichting voor het Kerklied. Daarnaast was hij van 2000 tot 2023 docent liturgiek aan de opleiding Kerkmuziek van de Protestantse Kerk in Nederland en secretaris van de Commissie Leesrooster van de Raad van Kerken in Nederland.

## Besprekingen van kerkliederen (selectie)
De besprekingen zijn te lezen via de persoonlijk pagina van Endedijk op de website van het Liedboekcompendium.
- Stel je vertrouwen op God alleen
- Van U wil ik spreken God
- Bij U is de bron van het leven
- O God, U bent mijn God
- Aller Augen warten auf dich, Herre
- Blinde man, ga voort gij
- Elke dag vertelt over God de Heer
- Zend ons een engel in de nacht
- Deze dag, het werk gedaan
- Goede herder, als wij slapen
- Heer onze Heer, hoe zijt Gij aanwezig
- Wees hier aanwezig, woord ons gegeven
- Hierheen dorstigen
- Roep onze namen
- Het woord dat ik jou geef
- Heer, laat uw woord spreken
- Hoor het woord
- U komt de lof toe
- Waardig zijt Gij, onze Heer en onze God
- Heer, Gij hebt woorden van eeuwig leven
- Steek je hand uit
- Brood van leven
- Nu zijt wellekome
- Kind ons geboren, Zoon ons gegeven
- Christus staat in majesteit
- Wek mijn zachtheid weer
- Ik ben voor jou een nieuwe naam
- Niemand leeft voor zichzelf
- Brood zal ik geven
- ‘Op, waak op!’ zo klinkt het luide
- Laat komen, Heer, uw rijk
- Zuivere vlam
- In dulci jubilo

## Publicaties
- 1996 - Opstapcursus voor kerkorganisten. Modules 5 t/m 7 – Liturgisch-hymnologische invalshoek Utrecht 1996
- 2002 - Het kerklied. Een geschiedenis Zoetermeer 2002, p291-324
- 2007 - De bomen en het bos. Leesroosters in de Protestantse Kerk in Nederland. In: De praktijk van de leesroosters in de traditie van de christelijke kerk en de joodse synagoge Gorinchem 2007, p19-37
- 2008 - Cursus Kerkmuziek III. Module 3 – Liturgiek Utrecht 2008
- 2009 - Een nieuw liedboek in een veranderd liturgisch landschap’. In: Louis van Tongeren (red.), Liturgie op maat. Vieren in het spanningsveld van eenheid en veelkleurigheid Heeswijk 2009, p157-177
- 2011 - Zingt een nieuw lied, alle landen. Teksten van een radioserie ‘Woord op Zondag’. Hilversum/Gorinchem z.j. [2011]
- 2023 - In wind en vuur: alle liederen (met toelichtingen) van Willem Barnard / Guillaume van der Graft (red. Gerda van de Haar en Klaas Touwen, m.m.v. Pieter Endedijk, Eward Postma, Henk Schoon en Jasper Witteveen). Middelburg 2023

- Gemeinsame Normdatei: 173820859
- International Standard Name Identifier: 0000 0003 6943 4803
- Library of Congress Control Number: no2022102470
- Nederlandse Thesaurus van Auteursnamen: 101204442
- Virtual International Authority File: 238566277
- WorldCat: E39PCjByvK8vc8pTw34tBpjqYq